# HMS Gambia
A HMS Gambia a brit Királyi Haditengerészet egyik Crown Colony-osztályú cirkálója volt. A hajó 1943-tól 1946-ig az Új-zélandi Királyi Haditengerészet szolgálatában állt, HMNZS Gambia néven.
A Gambia építését 1939-ben kezdték. A háború elején a brit Keleti Flottában szolgált. Részt vett többek közt a Madagaszkár elleni támadásban is.

## Pályafutása az Új-zélandi Királyi Haditengerészetnél
Mivel az Új-zélandi Királyi Haditengerészet két cirkálója, a HMNZS Leander és a HMNZS Achilles sérült volt, az Új-zélandiak tárgyalásokat folytattak a brit Királyi Haditengerészettel, melyek eredményeképp a HMS Gambia az Új-zélandi Királyi Haditengerészet szolgálatába állt és felvette a HMNZS Gambia nevet. A Gambia ezt követően a brit Csendes-óceáni Flotta tagja lett, majd részt vett a Csendes-óceáni japán célpontok elleni támadásokban. Mikor bejelentették a tűzszünetet, a Gambiát éppen japán repülőgépek támadták, így ez a hajó az egyike azoknak az egységeknek melyek a második világháború utolsó lövéseit leadták.
1945. szeptember 2-án ez a cirkáló is jelen volt a Tokiói-öbölben, a Japán fegyverletétel aláírásánál.

## Pályafutása a brit Királyi Haditengerészetnél
1946-tól a hajó visszakerült a brit Királyi Haditengerészethez. Pályafutásának hátralévő részét itt töltötte, egészen 1968-as szétbontásáig.

## Külső hivatkozások
- HMS Gambia Egyesület (Angol)
- Az Új-zélandi Királyi Haditengerészet nem hivatalos oldala (Angol)